# Dysdera pristiphora
Dysdera pristiphora är en spindelart som beskrevs av Carlo Pesarini 200. Dysdera pristiphora ingår i släktet Dysdera och familjen ringögonspindlar.
Artens utbredningsområde är Italien. Inga underarter finns listade i Catalogue of Life.